# Iwan Hetman
Iwan Illicz Hetman, ukr. Іван Ілліч Гетьман (ur. 21 stycznia 1931 w Bohdaniwce, zm. 22 stycznia 1981 w Tarnopolu) – ukraiński lekarz, kandydat nauk medycznych (1969), docent (1971), rektor Państwowego Uniwersytetu Medycznego imienia I.J. Horbaczewskiego w Tarnopolu (1972–1981).

## Życiorys
W 1955 roku ukończył studia na wydziale stomatologii Kijowskiego Instytutu Medycznego. Pracował jako dentysta w Zborowie, następnie w latach 1956–1960 był głównym lekarzem w szpitalu rejonowym w Zborowie. W roku 1960 był głównym lekarzem obwodowej przychodni stomatologicznej w Tarnopolu. W latach 1961–1963 był naczelnikiem sektora leczniczo-profilaktycznego tarnopolskiego wydziału zdrowia. Od 1963 roku w Tarnopolskim Państwowym Instytucie Medycznym, był: asystentem, docentem kursu stomatologicznego, a w latach 1972–1981 rektorem tej uczelni. W czasie kierownictwa Iwana Hetmana uruchomiono: wydział doskonalenia lekarzy, wydział przygotowawczy, nowe katedry i laboratorium mikroskopii elektronowej. Wprowadzono wówczas także szkolenie wieczorowe oraz programową kontrolę wiedzy uczniów.

## Działalność naukowa
Działalność naukowa Iwana Hetmana została poświęcona problemom znieczulenia w chirurgii stomatologicznej, nauki i wdrażania do praktyki nowych leków przeciwbólowych, a także doskonalenia operacji plastycznych przy wrodzonych wadach i anomaliach szczękowo-twarzowych. Opracował oryginalną metodę rhinoplastyki, która przewyższała istniejące wtedy metody. W roku 1969 obronił pracę doktorską na temat „Doświadczenia stosowania bektainu i trzymekainu w chirurgii stomatologicznej”. Był autorem artykułów naukowych i prac naukowo-metodycznych.

## Odznaczenia
- Order „Znak Honoru”[1]
- Medal „Za Waleczną Pracę”[1]
- Odznaka honorowa „Za zasługi dla ochrony zdrowia”[1]